# Зелений (Желєзногорський район)
Зелений (рос. Зелёный) — селище в Желєзногорському районі Курської області Російської Федерації.
Населення становить 56 осіб. Входить до складу муніципального утворення Михайлівська сільрада.

## Історія
Населений пункт розташований на території українського етнічного та культурного краю Східна Слобожанщина.
Від 2004 року входить до складу муніципального утворення Михайлівська сільрада.

## Населення
| 1979 | 2002 | 2010 |
| ---- | ---- | ---- |
| 45   | ↗58  | ↘56  |